# Saint-Ouen-sur-Morin
Saint-Ouen-sur-Morin település Franciaországban, Seine-et-Marne megyében. Lakosainak száma 526 fő (2022. január 1.). Saint-Ouen-sur-Morin Bussières, Doue, Orly-sur-Morin és Saint-Cyr-sur-Morin községekkel határos.

## Népesség
A település népessége az elmúlt években az alábbi módon változott:
| Lakosok száma | 553  | 545  | 546  | 536  | 540  | 537  | 533  | 530  | 526  |
|               | 2013 | 2015 | 2016 | 2017 | 2018 | 2019 | 2020 | 2021 | 2022 |